# William Byrd

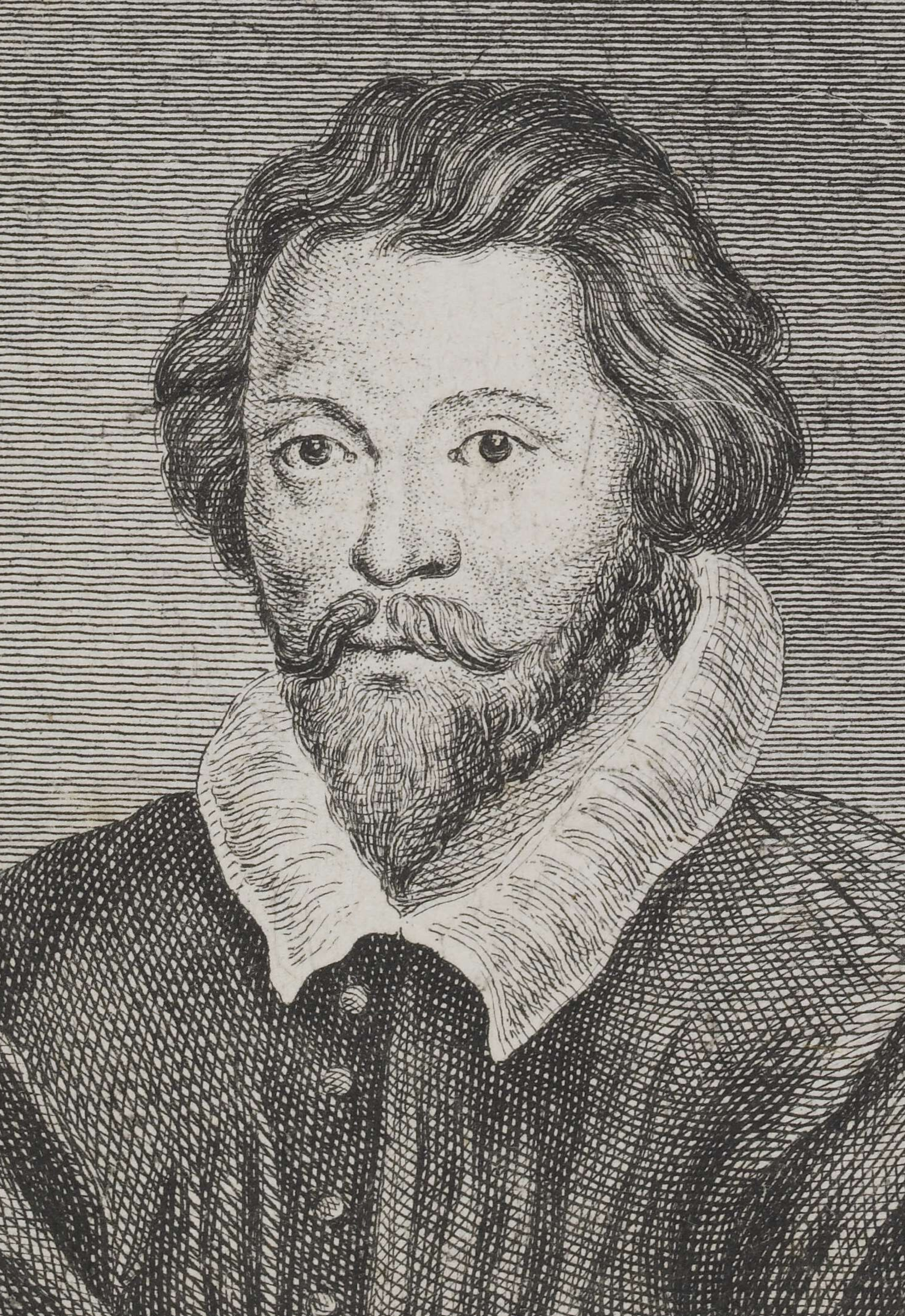
William Byrd auf einem wahrscheinlich fiktiven Kupferstich-Porträt aus den 1720er Jahren von Nicola Francesco Haym und G. Van der Gucht

William Byrd (* wahrscheinlich 1543 in Lincolnshire; † 5. Juli 1623 in Stondon Massey/Essex, nach anderen Quellen: * um 1539/1540; † 4. Juli 1623) war ein englischer Komponist, Organist und Virginalist. Byrd war der bedeutendste Komponist des elisabethanischen Zeitalters und Zeitgenosse von William Shakespeare.

## Leben
William Byrd war ein Sohn von Thomas und Margery Byrd und hatte sechs Geschwister. Sein Geburtsdatum ist nicht bekannt, aber in einem Dokument aus dem Jahr 1598 gab er selber an, dass er ungefähr 58 Jahre alt sei – demnach wäre er also um 1540 geboren.
Über seinen Werdegang ist wenig bekannt, außer dass er zusammen mit Ferdinando Richardson ein Schüler von Thomas Tallis war. Auf dieser Information beruht die Annahme, dass Byrd wahrscheinlich als Kind in der Königlichen Kapelle in London gesungen hat, vermutlich unter der Regierung der hochkatholischen Königin Mary Tudor. Byrd selber hielt zeit seines Lebens am römisch-katholischen Glauben fest, obwohl er dadurch später zu einer verfolgten Minderheit gehörte und immer wieder unter Diskriminierungen zu leiden hatte.
1563 wurde Byrd Organist und Chorleiter der Kathedrale von Lincoln, wo er wahrscheinlich bis 1572 blieb. 1568 heiratete er Juliana Birley, mit der er eine Familie gründete; von seinen Kindern wurde sein zweiter Sohn Thomas auch Musiker.
Nachdem er bereits 1569 zum „gentleman of the Chapel Royal“ ernannt worden war, gehörte er zusammen mit Thomas Tallis als Organist der Königlichen Kapelle in London an. Byrd und Tallis erhielten 1575 gemeinsam von Königin Elisabeth I. das Privileg und Monopol für Notendruck in England, das Byrd auch nach dem Tode seines Lehrers noch bis 1596 innehatte. Nach dem Tode von Tallis komponierte Byrd Ye sacred muses (An elegy on the death of Thomas Tallis, 1585).
Byrd war ein bedeutender Meister der Vokalpolyphonie und Komponist vorwiegend katholischer Vokalmusik, die jedoch aufgrund der Verfolgung der Katholiken in England unter Elisabeth I. meistenteils für die häusliche Andacht bestimmt war. Obwohl es nicht ungefährlich war, pflegte Byrd Kontakte zu anderen Katholiken, darunter verschiedene adlige Gönner, aber auch Priester und Jesuiten. Die Veröffentlichungen seiner Motetten und Messen für den römisch-katholischen Ritus unter seinem Namen waren ein Akt großen Mutes, aber Byrds Ruf als großer Musiker scheint ihm eine Art von „Narrenfreiheit“ gesichert und ihn vor größeren Schwierigkeiten, wie Exil oder Todesstrafe, bewahrt zu haben. Daneben schrieb er auch Musik für den anglikanischen Gottesdienst (u. a. Great Service, um 1588).
Als wichtigster Musikschaffender der Tudorzeit hat er den Ruf eines „englischen Palestrina“. In den etwa 500 Werken seines Schaffens nimmt die Chormusik eine zentrale Stelle ein, die überwiegende Zahl der Werke sind dabei 5- und 6-stimmig. Byrd komponierte Messen, Motetten, Madrigale, Kanons; seine Psalmen und Motetten sowie seine Madrigale gehören auch heute noch zu den beliebtesten und bekanntesten Kompositionen des 16. Jahrhunderts.
Mindestens ebenso bedeutend war William Byrds Beitrag zur Musik für Tasteninstrumente, insbesondere für das seinerzeit beliebte Virginal oder das Cembalo. Byrd gilt als eigentlicher Begründer der Schule der englischen Virginalisten und hatte einen starken Einfluss auf alle jüngeren Vertreter dieser Schule wie John Bull, Peter Philips, Thomas Tomkins, Orlando Gibbons oder Giles Farnaby. Byrds Kompositionen für Tasteninstrumente finden sich in verschiedenen Sammlungen, von denen die bedeutendsten das 1591 wahrscheinlich unter Byrds Mitwirkung aufgeschriebene My Ladye Nevells Booke sowie das Fitzwilliam Virginal Book sind. Einige Stücke von Byrd erschienen um 1612 zusammen mit Werken von Bull und Orlando Gibbons anlässlich der Hochzeit von Prinzessin Elisabeth in der Sammlung Parthenia, der ersten gedruckten Veröffentlichung mit Werken englischer Musik „for the virginalls“.
Daneben komponierte er auch einige Werke für Instrumentalconsort und anderes. Byrd war Lehrer von Thomas Morley und Thomas Tomkins.

## Werke (Auswahl)

### Vokalmusik
Neben den hier aufgeführten Drucken sind viele weitere Werke in Manuskripten überliefert.
- Cantiones quae ab argumento sacrae vocantur, London 1575 (gemeinsam mit Thomas Tallis)
- Psalmes, Sonets & Songs of Sadnes and Pietie, London 1588
- Songs of sundrie natures, London 1589
- Liber primus Sacrarum cantionum quinque vocum (für fünf Stimmen), London 1589
- Liber secundus Sacrarum cantionum (5-6 stimmig), London 1591
- Messe für 3 Stimmen, um 1593
- Messe für 4 Stimmen, um 1592
- Messe für 5 Stimmen, um 1595
- Gradualia (3-5 stimmig), London 1605
- Gradualia, 2.Buch (4-6 stimmig), London 1607
- Psalmes, Songs & Sonets: some Solemne, others Ioyfull, London 1611

### Tastenmusik
Der größte Teil von Byrds Tastenmusik ist handschriftlich überliefert, darunter:
- Zahlreiche Tänze: Pavanen und Galliarden, Passamezzo antico, Passamezzo Novo (= Quadran Pavan & Galiard), Allemanden (englisch Almans), Corantos, Gigues (englisch Jigs[9] von William Byrd) u. a.
- Variationen über Volksweisen u. a. (Walsingham, The Carman's Whistle, Fortune, O Mistris Myne, Rowland, The Maidens Song, John come kiss me now u. a.)
- Grounds (darunter My Ladye Nevels Grownde, Tregians Ground, The Huntes upp, The Bells u.a.)
- Fantasias
- Voluntarys

## Wichtige Quellen von Byrds Tastenmusik
- My Ladye Nevells Booke, Manuskript mit 42 Tastenkompositionen von Byrd, beendet 1591 (Privatbesitz)
- Fitzwilliam Virginal Book, Manuskript mit u. a. über 70 Werken von Byrd, aus dem frühen 17. Jahrhundert (Fitzwilliam Museum, Cambridge)
- The Will Forster Book (Royal Library, als Leihgabe im British Museum)
- Elizabeth Rogers Virginal Book (British Museum)
- 8 Stücke in Parthenia, gedruckt in London, um 1612